# Кивервил (Ер)
Кивервил (фр. Cuverville) насеље је и општина у северној Француској у региону Горња Нормандија, у департману Ер која припада префектури Andelys.
По подацима из 2011. године у општини је живело 233 становника, а густина насељености је износила 37,76 становника/km². Општина се простире на површини од 6,17 km². Налази се на средњој надморској висини од 150 метара (максималној 158 m, а минималној 64 m).

## Демографија
| 1962. | 1968. | 1975. | 1982. | 1990. | 1999. | 2011. |
| ----- | ----- | ----- | ----- | ----- | ----- | ----- |
| 125   | 160   | 138   | 126   | 144   | 160   | 233   |

График промене броја становника у току последњих година